# Zéolithe d'argent
La zéolithe d'argent est un minéral employé dans la fabrication de substances actives destinées à la destruction de nuisibles.
De manière générale une zéolithe est un cristal formé d'un squelette microporeux d'aluminosilicate, dont les espaces vides connectés sont initialement occupés par des cations et des molécules d'eau.
La matière a acquis une certaine renommée en 2020 pendant la pandémie de Covid-19 en France, où les masques distribués par le ministère de l'Éducation nationale français au printemps 2020 étaient traités à la zéolithe d’argent. Le caractère toxique de ce biocide reste relativement inconnu surtout dans le contexte d'exposition lié au port prolongé du masque. L'Anses a par ailleurs été saisie par le ministère de la Transition écologique afin d'évaluer « les risques sanitaires potentiels liés au port de ces masques ».

## Danger et risque
L'une des remarques à ce sujet concerne la taille des cristaux.
Certains considèrent que huit heures d’inhalation quotidienne du masque en tissu ne suffisent pas à conclure à une toxicité : il faut un rapport très prolongé et de très hautes doses.

« Selon l’étiquette des masques DIM présentée dans l’article de Reporterre, les tissus sont traités avec des zéolites d’argent et des zéolites d’argent et cuivre. Ces deux mêmes substances actives sont encore en cours d‘évaluation au niveau européen pour les produits biocides de type 9, c’est-à-dire pour la conservation des fibres. Les substances actives sont encore en cours d’évaluation au niveau européen pour les produits biocides de type 9 »

— Anses